# Momus (artiste)
Pour les articles homonymes, voir Momus.
Nick Currie (né le 11 février 1960 à Paisley en Écosse), plus connu sous le nom d'artiste de Momus (comme le dieu grec de la moquerie Momus), est un auteur-compositeur britannique, également blogger et journaliste pour le magazine Wired. La plupart de ses chansons sont auto-biographiques.
Momus a perdu un œil en 1998 à la suite d'une kératite à Acanthamoeba

## Discographie
- Circus Maximus (1986)
- The Poison Boyfriend (1987)
- Tender Pervert (1988)
- Don’t Stop The Night (1989)
- Monsters Of Love (1990)
- Hippopotamomus (1991)
- The Ultraconformist (Live Whilst Out Of Fashion) (1992)
- Voyager (1992)
- Timelord (1993)
- Slender Sherbert (1995)
- The Philosophy of Momus (1995)
- Twenty Vodka Jellies (1996)
- Ping Pong (1997)
- The Little Red Songbook (1998)
- Stars Forever (1999)
- Folktronic (2001)
- Oskar Tennis Champion (2003)
- Summerisle, en collaboration avec Anne Laplantine (2004)
- Otto Spooky (2005)
- Ocky Milk (2006)
- Joemus (2008)
- Hypnoprism (27/09/2010)
- Thunderclown (2011)
- Bibliotek (2012)
- Momus in Samoa (2012)
- Sunbutler (2012)
- MomusMcClymont (2013)
- Bambi (2013)
- MomusMcClymont II (2014)
- Turpsychore (2015)
- Scobberlotchers (2016)
- Pillycock (2017)
- Pantaloon (2018)
- Akkordion (2019)
- Vivid (2020)
- Athenian (2021)

## Publications
Parmi les livres publiés par Momus, The Book of Jokes and The Book of Scotlands ont reçu un accueil favorable auprès d'une partie de la critique, dont le Los Angeles Times et le Guardian.